# تفجير معبر إيرز 2004

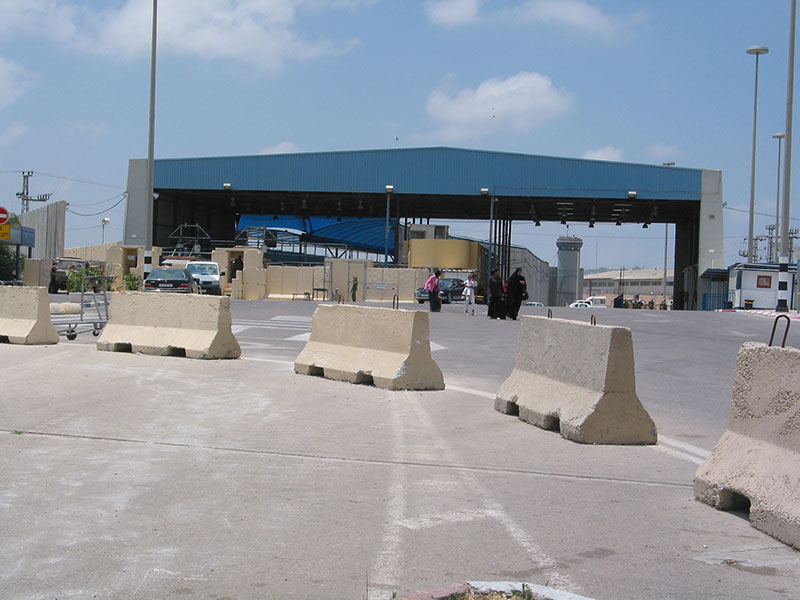
معبر إيرز ، 2005

عملية معبر إيرز؛ عملية «ريم الرياشي» الاستشهادية هي عملية استشهادية نفذتها القسامية ريم الرياشي، وقعت العملية بتاريخ 14 يناير 2004 عند معبر المشاة / البضائع معبر إيرز الواقع على الجدار الحدودي الإسرائيلي، قتل أربعة إسرائيليين في الهجوم وأصيب 10 أشخاص، بينهم أربعة فلسطينيين، في الهجوم.
أعلنت حركة المقاومة الاسلامية حماس وكتائب شهداء الأقصى مسئوليتهما المشتركة عن العملية.

## العملية
في يوم الأربعاء الموافق 14 يناير 2004، حوالي الساعة 9:30 صباحًا، اقتربت ريم من معبر المشاة (نقطة العبور الرئيسية بين إسرائيل وقطاع غزة حيث تميل قوات الصهيونية إلى إجراء عمليات تفتيش أمنية روتينية على العمال الفلسطينيون قبل السماح لهم بدخول إلى الأرض المحتلة).
كانت ريم تمشي عرجاء، وأبلغت حراس الأمن في الموقع أن لديها لوحة معدنية مزروعة في ساقها والتي من المرجح أن تؤدي إلى إطلاق الإنذار. ونتيجة لذلك، تم إرسال جندية لتفقدها. وبينما كانت ريم تنتظر وصول الجنديّة، تمكنت من الدخول إلى قاعة التفتيش حتى نالت الشهادة وفجرت العبوة الناسفة المخبأة على جسدها.
قتل ثلاثة جنود وموظف مدني واحد في معبر إيرز في الهجوم. أصيب 10 أشخاص، بينهم أربعة فلسطينيين، في الهجوم.

### القتلى
- الرقيب تسور أور، 20 عامًا، من ريشون لتسيون [6]
- العريف أندريه كيجليس، 19 عامًا، من نهاريا [7]
- غال شابيرا، 29 سنة، من عسقلان [8]
- الرقيب أول فلاديمير تروستنسكي، 22 عامًا، من رحوفوت [9]

## المسؤول
أعلنت حماس وكتائب شهداء الأقصى مسئوليتهما المشتركة عن الهجوم. صرح الناطق بلسان حركة المقاومة حماس بأن الفدائية ريم الرياشي كانت أم فلسطينية تبلغ من العمر 22 عامًا ولديها طفلان من غزة.
بالإضافة إلى ذلك، بعد الهجوم، نُشر فيديو للفدائية، وتم تصويرها قبل الهجوم، كانت فيه الرياشي ترتدي ملابس القتال وتحمل بندقية آلية مزودة بقذيفة صاروخية في المقدمة. في الفيديو، قالت الرياشي إنها تحلم منذ سن 13 بتحويل «جسدها إلى شظايا فتاكة ضد الصهاينة».
وتابعت: «أردت دائمًا أن أكون أول امرأة تنفذ عملية استشهادية، حيث يمكن لأجزاء من جسدي أن تطير في كل مكان. . . لقد وهبني الله طفلين. أنا أحبهم مع حب لا يعلمه إلا الله، لكن حبي الأكبر هو لقاء الله.» 
صرح مؤسس حركة حماس الشيخ أحمد ياسين في مقابلة مع وكالة رويترز للأنباء أن «مشاركة المرأة لأول مرة في عمليات المقاومة في حماس تمثل تطوراً ملحوظاً» 

## الجثة الفدائية
أخفت السلطات الإسرائيلية معظم أشلاء الفدائية وسلمت جزءاً يسيراً من أشلاء جسدها للدفن في الأراضي الفلسطينية، دون علم أهلها، فظل جثمانها موزعًا بين «مقابر الأرقام» الصهيونية في قبر كان يحمل رقم (5176)، وظل الاحتجاز حتى عام 2012 . وتسلم أهلها باقي جثمانها ودفنت في مقبرة الشيخ عجلين في غزة. وعلق شقيقها: «إننا حينما استلمنا الأشلاء وقمنا بدفنها، استسلمنا للقدر ولم نكن نعلم أن هناك باقيا من جثمان الشهيدة ريم لأننا على قناعة ان روحها قد صعدت إلى بارئها، ولكن أن يكون الاحتلال قد احتفظ بجزء من جسدها في مقابر الأرقام والجزء الآخر في قبرها في غزة، فهذا أمر غير مقبول وتلاعب بمشاعرنا.».

## روابط خارجية
- مهاجم انتحاري يقتل أربعة إسرائيليين على الأقل - نُشر على شبكة سي إن إن في 14 يناير 2004
- الهجوم على غزة يقتل أربعة إسرائيليين - نشر على بي بي سي نيوز في 14 يناير 2004
- انتحارية تقتل أربعة أشخاص - نُشر في The Age في 15 يناير 2004
- «كنت أرغب دائمًا في أن أكون أول سيدة شهيدة» - نُشرت على موقع Independent Online في 15 يناير 2004
- امرأة تقتل أربعة أشخاص في إسرائيل - نُشرت في صحيفة الديلي تلجراف في 14 يناير 2004